# Deutsche Bundesbahn
De Deutsche Bundesbahn (DB) was van 1949 tot en met 1993 de federale spoorwegmaatschappij van de Duitse Bondsrepubliek. 
De Deutsche Bundesbahn is op West-Duits grondgebied de opvolger van de Deutsche Reichsbahn. In de Duitse Democratische Republiek (DDR) en West-Berlijn werd de Deutsche Reichsbahn onder dezelfde naam voortgezet. Na de val van de Berlijnse Muur en de hereniging van Duitsland zijn de Oost-Duitse Reichsbahn en de West-Duitse Bundesbahn op 1 januari 1994 gefuseerd tot de Deutsche Bahn AG (DBAG).